# Sean Paul
Pour les articles homonymes, voir Paul.
 (juin 2024).
Sean Paul (de son nom entier Sean Paul Ryan Francis Henriques), né le 9 janvier 1973 à Kingston, est un chanteur de dancehall et de reggae et rappeur jamaïcain.
Il a produit huit albums tout au long de sa carrière : Stage One (2000), Dutty Rock (2002), The Trinity (2005), Imperial Blaze (2009) Tomahawk Technique (2011), Full Frequency (2014), Live n Livin (2021) et Scorcha (2022). Depuis 2012, il a vendu plus de 10 millions de disques à travers le monde,.
Au début de sa carrière, il était membre du collectif Dutty Cup Crew qui regroupait Sean Paul, Looga Man, Kurup, Chicken et Mossy Kid.

## Biographie
Sean Paul est né à Kingston en Jamaïque. Sa mère est une artiste peintre reconnue en Jamaïque d'origine anglaise et sino-jamaïcaine, son père est quant à lui d'origine portugaise et afro-caribéenne. À l'adolescence, il se découvre à l'école une vocation pour le sport, domaine où il connaîtra un certain succès puisqu'il représentera la Jamaïque lors de compétitions internationales en water-polo. Il finit cependant par se tourner vers la musique.

## Carrière

### Débuts etStage One(1996-2000)
Jeremy Harding, le manager et producteur de Sean Paul, découvre celui-ci grâce à son frère, qui lui dit avoir entendu quelqu'un chanter de la même façon qu'un célèbre DJ de dancehall jamaïcain, Super Cat, lors d'une scène libre à Kingston. Sean Paul est ensuite venu à son studio lui demander des conseils ; il y a écrit la chanson Baby Girl et l'a enregistrée sur une piste rythmique de Harding. Sean Paul vient ensuite quotidiennement au studio et collabore avec Harding sur plusieurs projets. Après avoir enregistré le titre Infiltrate, ils décident de passer les morceaux à la radio. Le single de Baby Girl sort en 1996 et rencontre le succès en Jamaïque, menant à la sortie d'autres titres, tels que Deport Them, Excite Me ou Infiltrate.
En 1998, Sean Paul écrit la musique du film américain Belly, intitulée Top Shotter, en collaboration avec le rappeur américain DMX et le singjay jamaïcain Mr. Vegas. Il fait une brève apparition dans ce film, où il chante le morceau lors d'un concert.
Le 28 mars 2000, Sean Paul sort son premier album, Stage One, sous le label VP Records. Le magazine américain Billboard le classe à la 2e place de son classement « Reggae Albums » et en 98e place du classement « R&B/Hip-Hop Albums ».

### Dutty Rock(2002)
En 2002, Sean Paul commence à travailler intensivement avec une équipe de producteurs et de chorégraphes de Toronto, Jae Blaze et Blaze Entertainment, et annonce la sortie de son second album, Dutty Rock. Poussé par le succès des singles Gimme the Light et Get Busy (ce dernier étant classé en 1re position du Billboard Hot 100), l'album est un succès mondial et se vend à plus de 6 millions de copies. Il recevra en 2004 le Grammy Award du « meilleur album de reggae ».
À la même époque, Sean Paul fait un duo avec Beyonce sur la chanson Baby Boy qui obtient un énorme succès, ainsi que sur la chanson Breathe de Blu Cantrell, se classant en tête des charts en Europe. Ces deux collaborations aident Sean Paul à assoir sa notoriété aux États-Unis. Il apparaît dans divers shows américains consacrés à la musique, tels que Punk'd : Stars piégées, 106 & Park et Making the Video, et ses clips sont diffusés par les chaînes américaines MTV et BET.

### The Trinity(2005)

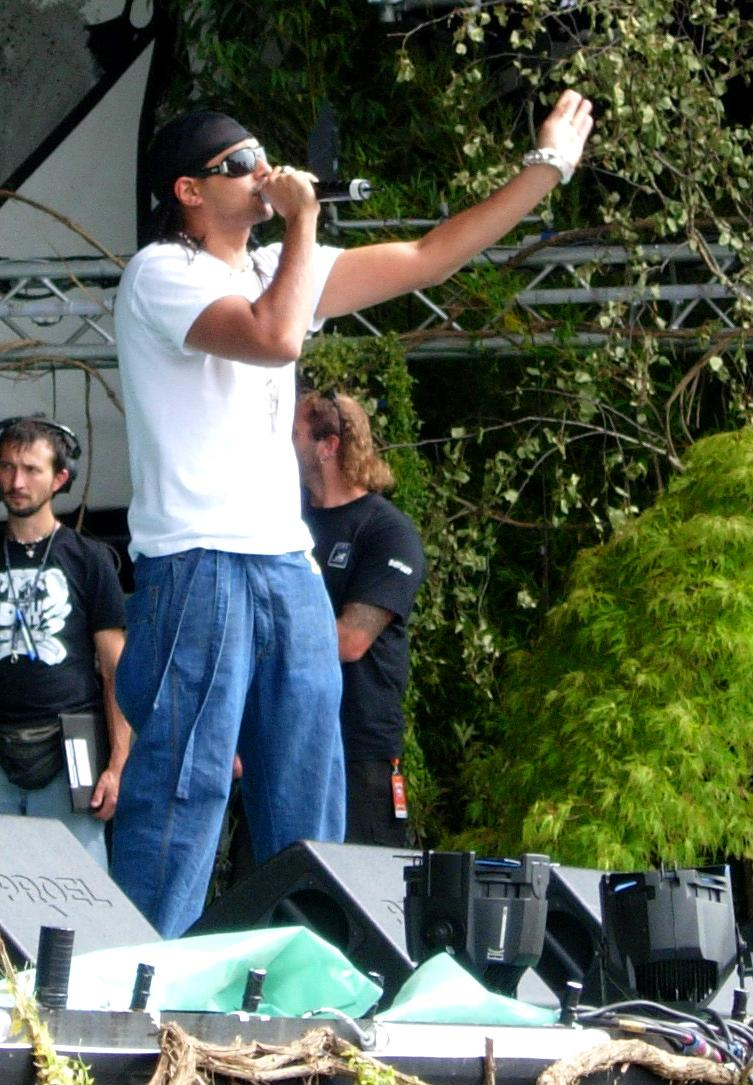
Sean Paul au MTV Day 2005 à Bologne

Le troisième album de Sean Paul, The Trinity, sort le 27 septembre 2005. Les titres We Be Burnin', Ever Blazin, (When You Gonna) Give It Up to Me et Never Gonna Be the Same rencontrent un gros succès, et le titre Temperature se place en 1re position du Billboard Hot 100 pendant 31 semaines. En France, l'album est certifié double disque de platine en 2006. Le clip de (When You Gonna) Give It Up to Me, en collaboration avec Keyshia Cole, est utilisé pour la promotion du film Sexy Dance. Grâce à cet album, Sean Paul est nommé 4 fois lors des Billboard Music Awards de 2006, dont « artiste masculin de l'année », « rappeur de l'année », « single hot 100 de l'année » et « single pop de l'année » pour Temperature. Il gagne également un American Music Awards pour (When You Gonna) Give It Up to Me. La chanson Send it On a été utilisé en 2005 dans une publicité pour la marque de voiture Vauxhall.

### Imperial Blaze(2009)
L'album Imperial Blaze sort le 18 août 2009. Le premier single, So Fine, produit par Stephen « Di Genius » McGregor, sort en avant-première sur le site officiel de Sean Paul, le 26 avril 2009. Ce nouvel album comprend 20 titres, dont So Fine, Press it Up, She Wants Me et Private Party, qui sont des morceaux faits pour des ambiances festives, ainsi que des chansons d'amours, telles que Hold My Hand, Lately et Now That I've Got You. Les producteurs de cet opus sont Don Corleone, Jeremy Harding, ainsi que le frère de Sean Paul, Jason « Jigzagula » Henriques.
En juin 2010, Zaho apparaît en featuring sur le titre Hold My Hand pour la réédition française de l'album de Sean Paul Imperial Blaze.
Huit clips ont été produits, ceux d'Always On My Mind (avec Da'Ville), de Give It to You (avec Eve), Watch Them Roll, Back It Up, (I Wanna See You) Push It Baby (avec Pretty Ricky), Hit 'Em, Come Over (avec Estelle), ainsi que celui de So Fine.

### Tomahawk Technique(2012)
Le premier single de ce cinquième album, Got 2 Luv U, en collaboration avec la chanteuse Alexis Jordan, sort le 19 juillet 2011 sous le label Atlantic Records. La chanson est écrite par Sean Paul, Ryan Tedder et le collectif Stargate, et est produite par ces derniers.
She Doesn't Mind sort en tant que 2e single de cet album le 29 septembre 2011 sur les radios françaises NRJ et Skyrock, et sur iTunes Store le 31 octobre de la même année. L'album Tomahawk Technique sortira aux États-Unis le 18 septembre 2011.

### 2016–2018: nouveau label et renaissance commerciale
Paul était déjà devenu un artiste indépendant après sa séparation avec Atlantic Records en septembre 2014, Sous la nouvelle direction de Jules Dougall du Dougall Group et de Steve "Urchin" Wilson, Paul a connu une renaissance commerciale en 2016 après avoir été présenté sur la version remixée de la chanson "Cheap Thrills" de la chanteuse australienne Sia. Le titre a atteint la première place du Billboard Hot 100, devenant ainsi le premier numéro un de Paul sur ce classement depuis 2006. La chanson a également été un succès mondial, atteignant la première place dans plus de 15 autres pays. Elle est également devenue la chanson la plus recherchée sur Shazam en 2016.
Â la suite de cette résurgence, Paul a signé un nouveau contrat avec Island Records en juillet 2016.
En octobre 2016, Clean Bandit a sorti la chanson "Rockabye", qui met en vedette Paul et la chanteuse anglaise Anne-Marie.Le titre a atteint la neuvième place du Billboard Hot 100 et est resté neuf semaines consécutives en tête du UK Singles Chart, obtenant ainsi le titre convoité de numéro un de Noël. La chanson est également devenue un succès mondial massif en 2017, atteignant la première place dans 18 autres pays.
En novembre 2016, Paul a cité Toots and the Maytals comme source d'inspiration pour la longévité de sa carrière personnelle, déclarant : "J'ai vu de grandes personnes dans mon industrie, des gens comme Toots... Toots and the Maytals. Toots est un grand artiste reggae et il continue. Il est âgé et il le fait toujours. Ces artistes-là m'inspirent. Je sais que je vais continuer à faire de la musique aussi longtemps que je le pourrai."
Le 18 novembre 2016, il a sorti un nouveau single, "No Lie" (en featuring avec Dua Lipa), qui a servi de premier single pour son EP Mad Love the Prequel, qui serait sorti en 2018, marquant son premier projet avec Island Records. La chanson est devenue un phénomène mondial au cours des six années suivantes, atteignant le top 10 dans 10 pays différents et devenant sa chanson la plus streamée sur les plateformes de streaming. Le clip vidéo, réalisé par Tim Nackashi, a également dépassé 1 milliard de vues sur YouTube en avril 2022, en faisant sa vidéo la plus populaire.
Parmi les quelques autres singles de l'EP, "Mad Love", une collaboration avec David Guetta et la chanteuse Becky G, a également eu un impact mondial sur les classements, atteignant le top 50 dans plusieurs continents.
En 2018, Paul a participé à un remix bilingue de la chanson "Hey DJ" de CNCO, aux côtés de la chanteuse américaine Meghan Trainor, qui est sorti le 9 novembre 2018, sous le label Sony Music Latin.

### 2019 à aujourd'hui: croisement vers le marché de la musique latine et projets récents
En mars 2019, Paul a collaboré avec le chanteur colombien J Balvin sur une chanson bilingue intitulée "Contra La Pared". La chanson a atteint le top 15 du classement Billboard Hot Latin Songs, marquant ainsi sa septième entrée dans ce classement. Elle a également été un grand succès en Espagne, atteignant le top 10 des charts nationaux et le top 30 en Colombie et en Argentine.
Paul a suggéré que les musiciens jamaïcains utilisant du "patois hardcore", un mélange d'anglais avec plusieurs langues parlées en Jamaïque, créent une barrière linguistique qui les empêche de réussir aux États-Unis et au Royaume-Uni.
Il a été annoncé qu'il recevrait l'Ordre de la Distinction (OD) du gouvernement jamaïcain le 21 octobre 2019, "pour sa contribution à la popularité mondiale et à la promotion de la musique reggae".
En août 2019, Paul a été nommé aux côtés de Drake, DJ Snake et Snow dans la catégorie Artiste Cross-over Favori aux Latin American Music Awards 2019.
En janvier 2020, le titre Love Mi Ladies, en collaboration avec Oryane, est publié. Le morceau connaît un large succès, totalisant plus de 45 millions de vues sur YouTube, et obtient un disque d'or.
En mars 2021, Paul a sorti son septième album studio intitulé Live n Livin sous son propre label Dutty Rock Productions.
Paul a collaboré avec ses compatriotes artistes jamaïcains Spice et Shaggy pour un single dancehall intitulé "Go Down Deh". Ils ont interprété la chanson en direct sur Good Morning America, Jimmy Kimmel Live!, et The Wendy Williams Show. La chanson a été très bien accueillie dans le monde entier sur Internet et a été nommée "chanson dancehall de l'année" pour 2021 par NPR.
En mai 2022, Paul a sorti son huitième album studio Scorcha via Island Records.
En septembre 2022, Paul est apparu dans la saison 22 de The Voice en tant que conseiller coach de Gwen Stefani.
En avril 2023, Paul a collaboré sur une autre chanson bilingue intitulée "Niña Bonita" avec le chanteur colombien Feid. Le single a atteint le top 50 du classement Hot Latin Songs, marquant ainsi sa neuvième entrée dans ce classement. Il est également devenu un hit top-10 en Colombie et en Équateur et un hit top-20 au Pérou, en Espagne et au Chili.
En octobre 2023, Paul a été nommé pour le titre de Crossover Artist of the Year aux Billboard Latin Music Awards 2023.

## Vie privée
Le 26 mai 2012, Paul a épousé sa petite amie de longue date, Jodi Stewart, une présentatrice de télévision jamaïcaine. En août 2016, il a été annoncé que le couple attendait son premier enfant. Le 20 février 2017, Sean Paul a annoncé la naissance de son fils, Levi Blaze sur son compte Instagram. Leur deuxième enfant, Remi, est né le 20 août 2019.

## Discographie

### Albums
- A New Age : Album non commercialisé (Mixtape) de Sean Paul en 2007

### Collaborations
- Magic City Money, (feat. Jermaine Dupri, BunnaB, Bankroll Ni, J Money)
- Shake Senora (feat. Pitbull)
- Dangerous Ground (feat. Prince Royce) (2013)
- Dangerous remix (feat. Akon & Sean Paul)
- Breathe (feat. Blu Cantrell)
- Push it Baby (feat. Pretty Ricky)
- Give it to you (feat. Eve)
- Give it up to me (feat. Keyshia Cole)
- Cry Baby Cry (feat. Santana & Joss Stone)
- Oh man (feat. Daddy Yankee)
- Hey sexy lady (feat. Shaggy)
- Always on my mind (feat. Daville)
- Slow Wind Remix (feat. R. Kelly & Akon)
- I wanna love you Remix (feat. Akon)
- Fire (feat. kelis)
- Make It Clap (feat. Busta Rhymes & Spliff Star)
- It's Alright (feat. Fabolous)
- Shoomp (feat. De La Soul)
- Baby Boy (feat. Beyoncé Knowles)
- Bossman (feat. Beenie Man & Lady Saw)
- Check It (feat. 50 Cent)
- Shoot Em Up (feat. G-Unit)
- Break It Off (feat. Rihanna)
- Back it up (feat. left side)
- Come over (feat. Estelle)
- Free it Up (feat. Destra)
- Serious Gun Dem Bark (feat. Busy Signal & Busta Rhymes)
- Paradise (feat. Mya)
- Save a Life (feat. Shaggy & and friends)
- Feel it (feat. Pitbull Flo Rida & T-Pain)
- Dem no ready (feat. 50 cent)
- Things Come and Go (feat. Mya)
- All on me (feat. Tami Chynn)
- Let's Get High (feat. Yandel)
- I'm Still In Love With You (feat. Sasha)
- Es amor (feat. Yaga Y Mackie)
- Acercate (feat. Yaga Y Mackie)
- Big things a gwan (feat. Mr Vegas)
- Haunted (feat. Josee)
- Do you remember (feat. Jay Sean & Lil Jon)
- Rise Again (Feat Shaggy & Sean Kingston)
- If I can't (feat. Snoop Dogg)
- Brown skin girl (feat. Chris Brown)
- Hold my hand (feat. Zaho)
- Lookin at me (feat. Toni Braxton)
- Tik Tok (feat. Bob Sinclar)
- Thank God It's Christmas (feat. Wayne Marshall & Future Fambo & Charly Black)
- Cal Up On Jah Jah (feat. Spragga Benz)
- Ebony Eyes (feat. Tuklan)
- Got 2 Luv U (feat. Alexis Jordan)
- Weeding Crashers (feat. Future Fambo)
- Touch The Sky (feat. DJ Ammo)
- Waya Waya (feat. Tal)
- Summer Paradise (feat. Simple Plan)
- Wine It Up (feat. Lucenzo)
- What About Us (feat. The Saturdays)
- Greatest Gallis (feat. Beenie Man)
- Sycamore Tree (feat. Tami Chynn)
- Come on to me (feat Major Lazer)
- Loaded (feat. Koda Kumi)
- One Wine (feat Machel Montano & Major Lazer)
- Ride (feat. Tami Chynn)
- Hair (feat. Little Mix)
- Crick Neck (feat. Chi Ching Ching)
- Cheap Thrills (feat. Sia)
- Rockabye (feat. Clean Bandit & Anne-Marie)
- Tek Weh Yuh Heart (feat. Tory Lanez)
- No Lie (feat. Dua Lipa)
- Love Mi Ladies (feat. Oryane)
- Dynamite (feat. Sia)

### Autres chansons
- 9 to 5

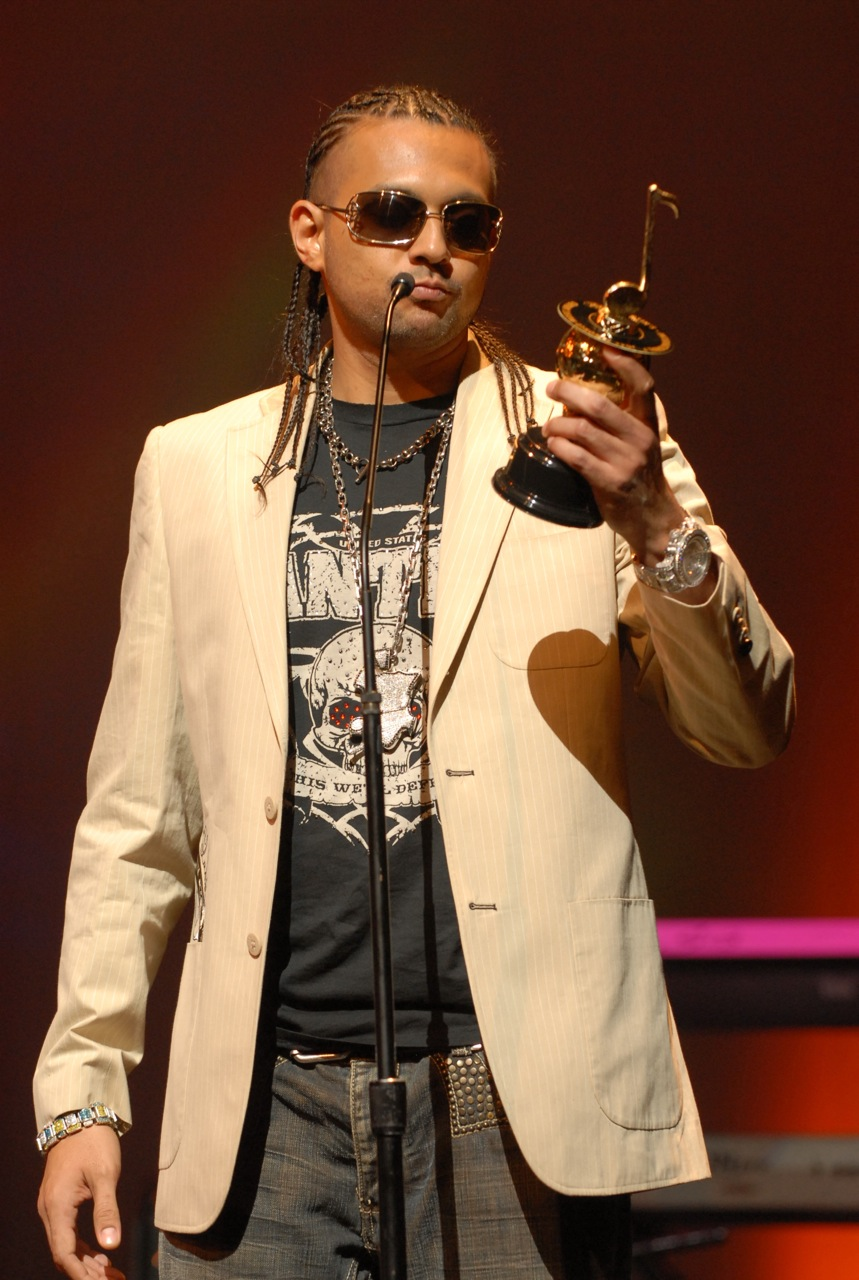
Sean Paul en 2007 lors des « International Reggae and World Music Awards »

- Agara mi mano (Hold my hand en espagnol)
- Amazing
- Any Gyal Me Touch
- All Night Long
- As far as i see
- As time goes on
- Beat Like Drum
- Beat Of My Heart
- Beg Man
- Beware
- Bless Up Di Nation
- Big Chat
- Big Bad And Bold
- Bad man deh bout yah
- Butta
- Bounce it right there
- Buy you a round
- Calling Out
- Caught
- Come And get It
- Correspond
- Clear and plain
- Done Rule
- Down Di Line
- Dream
- Excite me
- Find it
- Fire Brigade
- Fire Truck
- Forgotten
- Get busy
- Get it right
- Get with it girl
- Ghetto alarm
- Girl on the phone
- Grip
- Give me the loving
- Hardcore (Settle the Score)
- Hey Ya
- Hold my hand (autre version)
- Hold you tonight
- Highest Grade
- Home Alone
- Hot Already
- I Can Give You Pleasure
- Life
- Life Is A Gift
- Lock Di City
- Model
- Morning
- Move You bady
- My Girl
- My Place
- Nah bow
- Nag gah happen
- Nuh Badda Wid Dem
- Other side of love
- Perfect World
- Pick It Up And Drop It
- Player Haters
- Rat Race
- Regular Thing
- Report To We
- Right time
- Shake it
- She beg a man
- She's makes me go
- Standing there
- Sycamore tree
- Tallest
- Time after time
- Time Of Day
- Turn Me On
- Want Yuh Body
- Watch Dem Roll
- Waggonist
- Weak Inna Di Knees
- Weed Indeed
- We party
- When mi explore
- Where Is The Love
- West indies
- Wickedest Ride
- Young World
- Nah Follow Dem

## Filmographie
- 1998 : Belly : lui-même
- 2020 : OD Chez nous (Québec) : lui-même

## Distinctions
- 2003 : MTV  Europe Award - Best New Act of the Year
- 2003 : Source Award - Dancehall Reggae Album of the Year (Dutty Rock)
- 2003 : MuchMusic Award - Best International Video (Gimme the Light)
- 2004 : Grammy Award - Best Reggae Album (Dutty Rock)
- 2004 : International Reggae and World Music Bob Marley Award - Entertainer of the Year
- 2005 : ASCAP Rhythm & Soul Music Award - Top Reggae Artist of the Year
- 2005 : International Reggae and World Music Special Community Award
- 2005 : Billboard Music Award - Selling Reggae Artist of the Year
- 2005 : Billboard Music Award - Top Selling Reggae Album of the Year (The Trinity)
- 2006 : Jamaican Awards - Best Hardman
- 2006 : MOBO Award - Best Reggae
- 2006 : American Music Awards- Favorite Pop/Rock Male Artist
- 2006 : Billboard Music Awards - Hot 100 single of the year (Temperature)
- 2007 : ASCAP Rhythm & Soul Music Award - Reggae Artist of the Year
- 2009 : Soul Train Music Award du meilleur artiste de reggae.
- 2012 : Gokuman & KGS - love you man
- 2012 : Moorthy & Kinthusan - frinds is very good